# Kumbia All Starz
Kumbia All Starz ist eine US-amerikanische Musikgruppe mexikanischer Herkunft. Ihr Musikstil kombiniert Cumbia mit Hip-Hop und R&B.

## Geschichte
Die Band wurde 2006 von A. B. Quintanilla, dem Bruder der 1995 ermordeten „Queen of Tejano“ Selena Quintanilla, gegründet, nachdem dieser aufgrund eines Rechtsstreits mit Cruz Martínez das gemeinsame Musikprojekt Kumbia Kings verlassen hatte. Diese Trennung verarbeitete die neue Band, die zu einem Teil aus ehemaligen Mitgliedern der Kumbia Kings bestand, auch im Titel ihres ersten Albums Ayer Fue Kumbia Kings, Hoy Es Kumbia All Starz (dt. Gestern Kumbia Kings, Heute Kumbia All Starz), das bereits am 3. Oktober 2006 erschien und auf dem sich zwei ihrer erfolgreichsten Lieder (Chiquilla und Parece Que Va A Llover) befinden. Ihr Debütalbum erreichte Platz eins der Billboard Latin Pop Album Charts.
Zu den erfolgreichsten Liedern der Band gehört auch das gemeinsam mit der Sängerin Melissa Jiménez produzierte Stück Rica y apretadita, das bei YouTube rund 40 Millionen Mal angeklickt wurde.

## Diskografie
- 2006: Ayer Fue Kumbia Kings, Hoy Es Kumbia All Starz
- 2008: Planeta Kumbia
- 2010: La Vida De Un Genio
- 2013: Blanco y Negro[5]